# Issehoved (færge)
Issehoved er en hurtigfærge, der tidligere har sejlet i Bergen i Norge og i 2016 for selskabet Samsø-Aarhus Expressen mellem Samsø og Aarhus. Efter at Samsø-Aarhus ekspressen indstillede sejladsen i 2016 blev færgen i foråret 2017 sat til salg af Faaborg Værft, for i 2018 at blive købt af et selskab, der står bag Sundbusserne, der driver færgefart mellem Helsingør og Helsingborg.
Færgen er fremstillet i 1991 og kan medbringe 96 passagerer. Færgen er af katamarantypen og er fremstillet i aluminium.

## Drift som færge
Færgen sejlede oprindeligt i Norge i årene 1991-2008 på færgeruten mellem Trondheim og Vanvikan under navnet Fosningen. I 2008 blev skibet chartret og sejlede herefter under navnet Sogneprins med base i i Florø ved Bergen for rederiet Bergen Nordhordland Rutelag. 
I 2016 blev skibet købt med henblik på betjening af Samsø-Aarhus Forbindelsen. Efter navngivningskonkurrence i Danmark, blev det bestemt at færgen skulle hedde M/F Issehoved. Efter en del omtale af navnet, valgte man at udelade M/F da skibet blev døbt 18. juni 2016 på havnen i Sælvig.
Den blev i 2018 købt af selskabet bag Sundbusserne, og skiftede navn til "M/S Lea Elisabeth"

## Eksternt henvisninger
- 'M/F Issehoved' skal forbinde Samsø med Aarhus
- Detaljer om skibet på marinetraffic.com Arkiveret 31. maj 2016 hos  Wayback Machine
- Detaljer om skibet på www.færgelejet.dk

| Skib | Spire Denne artikel om skibe eller både er en spire som bør udbygges. Du er velkommen til at hjælpe Wikipedia ved at udvide den. |